# Куба на Светском првенству у атлетици на отвореном 2023.
Куба је на 19. Светском првенству у атлетици на отвореном 2023. одржаном у Будимпешти од 19. до 27. августа учествовала деветнаести пут, односно, учествовала је на свим првенствима до данас. Репрезентацију Кубе је представљало 18 такмичара (7 мушкараца и 11 жена) који су се такмичили у 15 (6 мушких и 9 женских) дисциплина. ,
На овом првенству Перу је по броју освојених медаља заузела 25. место са 3 освојене медаље (1 сребрна и 2 бронзане). 
У табели успешности према броју и пласману такмичара који су учествовали у финалним такмичењима (првих 8 такмичара) Куба је са 5 учесника у финалу делила 17. место са 27 бодова.
| Плас. | Земља | 1. место | 2. место | 3. место | 4. место | 5. место | 6. место | 7. место | 8. место | Бр. финал. | Бод. |
| ----- | ----- | -------- | -------- | -------- | -------- | -------- | -------- | -------- | -------- | ---------- | ---- |
| =17.  | Куба  | 0        | 1        | 2        | 1        | 0        | 1        | 0        | 0        | 5          | 27   |

## Учесници
| Мушкарци: - Луис Енрике Зајас — Скок увис - Едуардо Наполес — Скок мотком - Алехандро А. Парада — Скок удаљ - Лазаро Мартинез — Троскок - Кристијан Наполес — Троскок - Марио А. Дијаз — Бацање диска - Роналд Менсија Зајас — Бацање кладива | Жене: - Јунислејдис де ла Ц. Гарсија — 100 м, 200 м, 4х100 м - Роксана Гомез — 400 м, 4х400 м - Росе Мари Алманза — 800 м, 4х400 м - Зуриан Ечавариа — 400 м препоне, 4х400 м - Лаура Морера — 4х100 м - Енис М. Перез — 4х100 м - Јарима Л. Гарсија — 4х100 м - Lisneidy Veitia — 4х400 м - Лејанис Перес Ернандес — Троскок - Liadagmis Povea — Троскок - Силинда Ониси Моралес — Бацање диска |

## Освајачи медаља

### Сребро (1)
- Лазаро Мартинез — Троскок

### Бронза (2)
- Кристијан Наполес — Троскок
- Лејанис Перез Ернандез — Троскок

## Резултати

### Мушкарци
| Атлетичар            | Дисциплина     | Лични рекорд | Квалификације | Квалификације | Полуфинале            | Полуфинале   | Финале   | Финале      | Детаљи |
| Атлетичар            | Дисциплина     | Лични рекорд | Резултат      | Место         | Резултат              | Место        | Резултат | Место       | Детаљи |
| -------------------- | -------------- | ------------ | ------------- | ------------- | --------------------- | ------------ | -------- | ----------- | ------ |
| Луис Енрике Зајас    | Скок увис      | 2,33         | 2,28 кв       | 6. у гр. Б    |                       |              | 2,33 =ЛР | 4 / 35 (36) |        |
| Едуардо Наполес      | Скок мотком    | 5,60         | 5,35          | 14. у гр Б    | Није се квалификовао  | 29 / 29 (34) |          |             |        |
| Алехандро А. Парада  | Скок удаљ      | 8,15         | 8,13 кв       | 2. у гр. Б    | 7,86                  | 10 / 37 (39) |          |             |        |
| Лазаро Мартинез      | Троскок        | 17,64        | 17,12 кв      | 2. у гр. Б    | 17,41                 |              |          |             |        |
| Кристијан Наполес    | Троскок        | 17,38        | 16,95 кв      | 3. у гр. А    | 17,40 ЛР              |              |          |             |        |
| Марио А. Дијаз       | Бацање диска   | 65,21        | 58,03         | 15. у гр. Б   | Нису се квалификовали | 33 / 35      |          |             |        |
| Роналд Менсија Зајас | Бацање кладива | 76,66        | 71,72         | 16. у гр. Б   | Нису се квалификовали | 26 / 33 (35) |          |             |        |

### Жене
| Атлетичарка                                                               | Дисциплина    | Лични рекорд | Квалификације      | Квалификације      | Полуфинале            | Полуфинале            | Финале                | Финале                | Детаљи |
| Атлетичарка                                                               | Дисциплина    | Лични рекорд | Резултат           | Место              | Резултат              | Место                 | Резултат              | Место                 | Детаљи |
| ------------------------------------------------------------------------- | ------------- | ------------ | ------------------ | ------------------ | --------------------- | --------------------- | --------------------- | --------------------- | ------ |
| Јунислејдис де ла Ц. Гарсија                                              | 100 м         | 11,08        | Није завршила трку | Није завршила трку | Није се квалификовала | Није се квалификовала | Није се квалификовала | Није се квалификовала |        |
| Јунислејдис де ла Ц. Гарсија                                              | 200 м         | 23,00        | 23,22              | 7. у гр. 1         | Није се квалификовала | Није се квалификовала | Није се квалификовала | 28 / 44 (45)          |        |
| Роксана Гомез                                                             | 400 м         | 49,71        | 50,86 КВ           | 2. у гр. 4         | 51,07(.065)           | 3. у гр. 2            | Није се квалификовала | 13 / 48               |        |
| Росе Мари Алманза                                                         | 800 м         | 1:56,28      | 2:01,33            | 6. у гр. 6         | Нису се квалификовале | Нису се квалификовале | Нису се квалификовале | 38 / 56               |        |
| Зуриан Ечавариа                                                           | 400 м препоне | 54,99        | 56,43              | 6. у гр. 3         | Нису се квалификовале | Нису се квалификовале | Нису се квалификовале | 33 / 41               |        |
| Лаура Морера Енис М. Перез Јарима Л. Гарсија Јунислејдис де ла Ц. Гарсија | 4 х 100 м     | 42,89 НР     | 43,17 =НРС         | 6. у гр. 2         |                       |                       | Нису се квалификовале | 13 / 15 (17)          |        |
| Зуриан Ечавариа Lisneidy Veitia Росе Мари Алманза Роксана Гомез           | 4 х 400 м     | 3:23,21 НР   | 3:29,70            | 7. у гр. 2         | 13 / 15 (17)          |                       | Нису се квалификовале |                       |        |
| Лејанис Перес Ернандес                                                    | троскок       | 14,98        | 14,50 КВ           | 3. у гр. А         | 14,96                 |                       |                       |                       |        |
| Liadagmis Povea                                                           | троскок       | 14,93        | 14,31 КВ           | 3. у гр. Б         | 14,87 ЛРС             | 6 / 36                |                       |                       |        |
| Силинда Ониси Моралес                                                     | Бацање диска  | 65,06        | 62,76 кв           | 6. у гр. А         | 62,31                 | 11 / 37               |                       |                       |        |